# 태교신기
태교신기(胎敎新記)는 조선 정조 때(1800년경) 이사주당이 지은 책이다. 아들 유희(柳僖)가 1801년에 풀이를 달아 놓은 수고본(手稿本)이 전해지고 있다.
이 책은 "뱃 속 열 달이 출생 후 10년의 가르침보다 더 중요하다."라고 하며 태교의 중요성을 강조하고 있다.

## 같이 보기
- 이사주당·유한규 묘